# Katarina Beskow
Anna Katarina  ou Anna Catarina Beskow est une joueuse d'échecs suédoise née le 2 février 1867 à Stockholm et morte le 11 ou 12 octobre 1937 à Tullstorp ou 1939 à Salzbourg.
Elle participa à quatre championnats du monde féminins et finit :
- deuxième en 1927 à Londres ;
- quatrième en 1930 à Hambourg ;
- quatrième en 1931 à Prague ;
- 23e joueuse sur 26 à Stockholm en 1937.